# Charles E. Chamberlain
Charles Ernest Chamberlain, född 22 juli 1917 i Ingham County i Michigan, död 25 november 2002 i Leesburg i Virginia, var en amerikansk republikansk politiker. Han var ledamot av USA:s representanthus 1957–1974.

## Biografi
Chamberlain utexaminerades 1941 från University of Virginia och avlade 1949 juristexamen vid samma universitet. Under andra världskriget tjänstgjorde han i USA:s kustbevakning. Han var åklagare i Ingham County 1955–1956. År 1957 efterträdde han Donald Hayworth som kongressledamot.
Chamberlain avled 2002 och gravsattes på Evergreen Cemetery i Lansing.